# برزیل (فیلم ۱۹۴۴)
«برزیل» (انگلیسی: Brazil (1944 film)) فیلمی در ژانر کمدی رمانتیک و موزیکال است که در سال ۱۹۴۴ منتشر شد. از بازیگران آن می‌توان به ویرجینیا بروس، رابرت لیوینگستون، ادوارد اورت هورتون، و روی راجرز اشاره کرد.